# Rudi Assauer – Macher. Mensch. Legende.
Rudi Assauer – Macher. Mensch. Legende. ist ein Dokumentarfilm des Filmemachers Don Schubert aus dem Jahr 2018. Er zeichnet das Leben von Rudi Assauer, dem ehemaligen Manager des Fußballbundesligisten FC Schalke 04, nach. Uraufgeführt wurde der Film am 4. Mai 2018 in der Veltins-Arena in Gelsenkirchen. Mit rund 25.000 Zuschauern (21.146 Tickets Reservix, 2.792 Tickets S04 plus Mitarbeitern, Preisgewinnern und geladenen Gästen) war es die größte Filmpremiere in Deutschland. Der angestrebte Versuch, einen Weltrekord hinsichtlich größter Zuschauerzahl bei einer Filmpremiere aufzustellen – die Bestmarke liegt bei 43.624 Besuchern im Jahr 2015 in der mexikanischen Stadt Ciudad de Victoria –, gelang nicht.

## Handlung
In Archivclips, Interviews und Spielfilmanteilen per Animatics wird das Leben von Assauer nachgezeichnet. Der inhaltliche Schwerpunkt liegt auf seiner Arbeit als Fußballmanager – und dabei insbesondere die Zeit zwischen 1993 und 2006. Zudem wird auf der privaten Ebene das Verhältnis zu seiner Tochter Bettina Michel beleuchtet. Affären und Romanzen sowie die Partnerschaft mit Simone Thomalla werden indes nicht thematisiert.
Interviewpartner sind die ehemaligen Fußballspieler Gerald Asamoah, Jörg Böhme, Marcelo Bordon, Mike Büskens,  Klaus Fichtel, Lewan Kobiaschwili, Michael Knickel,  Andreas Müller, Darío Rodríguez, Ebbe Sand, Olaf Thon und Tomasz Wałdoch, der Fußballtrainer Huub Stevens, die Fußballfunktionäre Reiner Calmund und Klaus Berster (Präsident VfB Oldenburg) sowie Assauers Zwillingsschwester Karin Assauer, seine langjährige Sekretärin Sabine Söldner und die älteste Tochter Bettina Michel.
Rudi Assauer konnte aufgrund seiner Erkrankung nicht für Interviews zur Verfügung stehen.
Auf einen Sprecher, der aus dem Off Sachverhalte erklärt bzw. einordnet, wurde „nach Angaben des Filmemachers bewusst verzichtet“, so Prisma.

## Rezeption
Auf Derwesten.de, dem Online-Portal der in Essen ansässigen Funke Mediengruppe lautete das Verdikt: Es handele sich um ein „empfehlenswertes Stück Zeitgeschichte und das nicht nur für Schalke-Fans“. Paraphrasiert hieß es zudem, dass es ein „zuweilen berührender Film“ sei, der in 95 Minuten die Liebe Assauers „zum Verein, umstrittene Entscheidungen und Assauers Menschlichkeit gegenüber Mitarbeitern und Spielern“ zeige, weshalb das Werk „nicht nur eingefleischte Schalke-Fans […] tief berühren“ könnte.
In der Nachberichterstattung zur Filmpremiere hieß es bei dpa, der Dokumentarfilm sei eine „bewegende Hommage“.
In der Kurzkritik merkt der Filmdienst kritisch an, dass Archivbilder und „fast ausnahmslos lobpreisende Aussagen“ von Weggefährten unkommentiert blieben und die „Leerstellen mit nicht immer überzeugenden Animationen gefüllt“ würden.
In der Rezension von TV Spielfilm hingegen werden die „charmanten, aufwendig umgesetzten Animatics, also die Einzelbilder des Storyboards“ als das „heimliche Highlight des Films“ bezeichnet, da sie u. a. „entscheidende private Momente von Assauer zum Leben“ erweckten. Im Gesamtfazit heißt es dann, dass der Dokumentarfilm eine „liebevolle und aufwendig umgesetzte Hommage“ sei. Ähnlich positiv sah es der Rezensent von Prisma, für den die Umsetzung der Spielfilmanteile in „erstaunlich emotional wirkenden, comichaften Animationen“ gelungen ist. Ansonsten fällt bereits in der Einleitung, dass es sich um einen „bemerkenswerten Dokumentarfilm“ handele.